# 小宇
宋念宇（原名宋庠锋，1983年11月22日—），藝名小宇，台灣男歌手，生於桃園市中壢區（今桃園市中壢區）。曾數度入圍金曲獎，包含兩次最佳國語男歌手獎、一次最佳單曲製作人獎及最佳作曲人獎。

## 演藝生涯
小宇在學生時期就熱愛音樂，憑著對音樂的熱忱，自學爵士鼓、電子琴、吉他等樂器。他的高中時期曾代表學校在多個學校校園以及校外表演，也曾赴香港參加歌唱比賽並最終獲得銀獎。高中畢業之後，他和一群熱愛音樂的酒吧樂手組成樂團並在其中擔任鼓手，並曾在台灣的多個酒吧裡演出。2003年，小宇在一次卡拉OK唱歌時受到台灣音樂製作人陳偉的賞識並邀請加入他的製作團隊，開始擔任和聲以及和聲編寫的工作，之後以音樂製作人的身分擔任作曲以及音樂製作等工作。
2008年1月，小宇發行個人首張專輯《小宇同學就是我》，除在多個唱片銷售排行榜有著優異的成績之外，該專輯也被中華音樂人交流協會評選為該年度十大專輯。2009年6月，小宇發行第二張全創作專輯《就站在這裡》，該專輯在G-Music風雲榜共在榜21週，僅次於蔡依林的專輯《花蝴蝶》，是同年G-Music風雲榜在榜時間第二長的唱片；該專輯也獲得2009年KKBOX數位音樂風雲榜專輯榜第15名。同年，小宇受邀擔任美國棉代言人，並演唱廣告主題曲《愛上》，同時擔任2010年臺北國際花卉博覽會歌曲創作大賽「花聲什麼事？」代言人。
2010年6月，小宇為第32屆威廉·瓊斯盃國際籃球邀請賽創作主題曲，並獲得工業技術研究院青睞而創作代言歌曲《2020你在哪裡》，同時在長達五集的音樂短劇中獻出其演戲處女秀。同年10月，由信製作，小宇作曲和編曲，林志玲作詞和演唱的2010年臺北國際花卉博覽會主題曲《美麗的力量》發行。2012年，電視劇《前男友》的製作單位邀請小宇為該電視劇創作片頭曲、片尾曲以及插曲。
2012年，睽違三年未推出個人音樂作品的小宇在12月發行個人第三張創作專輯《再一次》，次年他憑藉該專輯首度入圍台灣金曲獎最佳國語男歌手獎。2014年3月，小宇開始服役，並進入國防部藝工隊，2015年春節期間退役。2015年，小宇擔任《星光大道》星光評審長，節目於8月15日開播，並於11月28日結束。2017年，小宇簽約華納音樂和喜鵲娛樂，並發行專輯《同在》，並憑藉該專輯於第29屆金曲獎二度入圍最佳國語男歌手獎。

## 音樂作品

### 正規專輯
- 《小宇同學就是我》（2008）
- 《就站在這裡》（2009）
- 《再一次》（2012）
- 《同在》（2017）
- 《無視》（2021）

### 原聲帶
- 《前男友電視原聲帶》（2012）

### 單曲
- 《2020你在哪裡》（2010）
- 《美麗的力量》（2011）
- 《默念你》（2019）
- 《臉》（2020）
- 《破碎的完整》（2022）
- 《UX熱情點燃新節奏》（2024）
- 《我愛，我在》（2024）
- 《學舌鳥》（2025年）
- 《記得忘了我》（2025年）

### 幕後作品
| 年份 | 名稱                     | 演唱者                 | 附註                                        |
| ---- | ------------------------ | ---------------------- | ------------------------------------------- |
| 2003 | 《妳對他的好》           | 蘇永康                 | 和聲、和聲編寫、Rap                         |
| 2003 | 《最好的祝福》           | 蘇永康                 | 和聲、和聲編寫                              |
| 2003 | 《煎熬》                 | 蘇永康                 | 和聲、和聲編寫                              |
| 2003 | 《甜蜜的折磨》           | 徐若瑄                 | 和聲、和聲編寫                              |
| 2003 | 《相對無言》             | 蕭亞軒                 | 和聲、和聲編寫                              |
| 2004 | 《脫掉》                 | 杜德偉                 | 和聲、Rap                                   |
| 2005 | 《星光遊樂園》           | Twins                  | 和聲                                        |
| 2005 | 《見習愛神》             | Twins                  | 和聲                                        |
| 2005 | 《歐兜邁》               | 徐若瑄                 | 和聲編寫、Rap                               |
| 2005 | 《我的煩惱是你》         | 徐若瑄                 | 和聲、和聲編寫                              |
| 2005 | 《Better Girl》          | 徐若瑄                 | 和聲、和聲編寫                              |
| 2005 | 《環遊世界》             | 元衛覺醒               | 和聲                                        |
| 2005 | 《我和上官燕》           | 趙薇                   | 和聲                                        |
| 2005 | 《雞排》                 | 宋念宇                 | 作詞、作曲                                  |
| 2005 | 《看清》                 | 輕鬆玩                 | 和聲                                        |
| 2005 | 《忘了》                 | 輕鬆玩                 | 和聲                                        |
| 2005 | 《放一個屁》             | 輕鬆玩                 | 和聲                                        |
| 2005 | 《不必守候》             | 輕鬆玩                 | 和聲                                        |
| 2005 | 《愛之光》               | 輕鬆玩                 | 和聲                                        |
| 2005 | 《無法開口》             | 蘇永康                 | 和聲                                        |
| 2005 | 《愛回來》               | 謝霆鋒                 | 和聲                                        |
| 2005 | 《給天使看的遊戲》       | 謝霆鋒                 | 和聲                                        |
| 2005 | 《別怕》                 | 謝霆鋒                 | 和聲                                        |
| 2006 | 《困獸之愛》             | 安又琪                 | 作曲                                        |
| 2006 | 《兩點寂寞》             | 安又琪                 | 作曲                                        |
| 2006 | 《挑》                   | 安又琪                 | 作曲                                        |
| 2006 | 《別管我》               | 安又琪                 | 作曲                                        |
| 2006 | 《談情說愛》             | 安又琪                 | 作曲、和聲                                  |
| 2006 | 《Beep Beep Beep》       | I.n.g                  | 作曲、和聲                                  |
| 2006 | 《開場白》               | 蔡依林                 | 作曲                                        |
| 2006 | 《我很想愛他》           | Twins                  | 和聲                                        |
| 2006 | 《八十塊環遊世界》       | Twins                  | 和聲                                        |
| 2006 | 《Highway 2 U》          | 容祖兒                 | 和聲                                        |
| 2006 | 《舉起手》               | 何潔                   | 作曲                                        |
| 2006 | 《生日快樂》             | 江美琪                 | 編曲                                        |
| 2006 | 《不速之客》             | 江美琪                 | 和聲                                        |
| 2007 | 《親夏天一下》           | 鄭元暢、蔡頤榛、蔡函岑 | 作曲、編曲、製作、和聲、和聲編寫、鍵盤、Rap |
| 2007 | 《你要什麼就說》         | 宋念宇                 | 作曲、編曲、和聲、和聲編寫、鍵盤、鼓        |
| 2007 | 《熱情仲夏》             | 宋念宇                 | 作曲、編曲、和聲、和聲編寫、鍵盤、鼓        |
| 2007 | 《Blue Summer》          | 宋念宇                 | 作曲、編曲、製作                            |
| 2007 | 《Love Summer》          | 宋念宇                 | 作曲、編曲、製作                            |
| 2007 | 《Play Summer》          | 宋念宇                 | 作曲、編曲、製作                            |
| 2007 | 《仲夏之夢》             | 宋念宇                 | 作曲、編曲、製作                            |
| 2007 | 《Missing Summer》       | 宋念宇                 | 作曲、編曲、製作                            |
| 2007 | 《唯一的唯一》           | 宋念宇                 | 作曲、編曲、和聲、和聲編寫                  |
| 2007 | 《擁抱的問號》           | 袁泉                   | 鼓                                          |
| 2007 | 《只欠一句我愛你》       | 唐禹哲                 | 和聲、和聲編寫                              |
| 2007 | 《繼續愛上你》           | 唐禹哲                 | 和聲、和聲編寫                              |
| 2007 | 《造飛機》               | 唐禹哲                 | 和聲、和聲編寫                              |
| 2007 | 《Run 2008》             | 信                     | Rap                                         |
| 2007 | 《I Need U》             | 郭采潔                 | 鼓                                          |
| 2007 | 《誠實地想你》           | 郭采潔                 | 鼓                                          |
| 2007 | 《重來》                 | 張韶涵                 | 鼓                                          |
| 2008 | 《慢慢的走》             | 2女                    | 作曲、和聲                                  |
| 2008 | 《嘿》                   | 2女                    | 作曲                                        |
| 2008 | 《想你的習慣》           | 宋念宇                 | 作詞                                        |
| 2008 | 《不在場證明》           | 蘇永康                 | 鼓                                          |
| 2008 | 《活著》                 | 蕭敬騰                 | 作曲、編曲、和聲、鼓                        |
| 2008 | 《慢一點》               | 林宥嘉                 | 作曲、編曲                                  |
| 2008 | 《前面》                 | 信                     | 編曲、和聲                                  |
| 2008 | 《不OK》                 | 信                     | 編曲、和聲                                  |
| 2009 | 《默默》                 | 飛輪海                 | 作曲                                        |
| 2009 | 《傻的可以》             | 范瑋琪                 | 作曲、編曲、和聲                            |
| 2009 | 《想知道現在你好不好》   | 范瑋琪                 | 作曲、編曲、和聲                            |
| 2009 | 《另一個自己》           | 林宥嘉                 | 作曲、編曲、和聲                            |
| 2009 | 《完整的浪漫》           | A-Lin                  | 作曲、編曲、和聲                            |
| 2009 | 《One Life》             | A-Lin                  | 作曲、編曲、和聲                            |
| 2010 | 《別裝了》               | A-Lin                  | 作曲、編曲、和聲                            |
| 2010 | 《I Love Jones Cup》     | A-Lin                  | 作曲、編曲、和聲                            |
| 2010 | 《2020你在哪裡》         | A-Lin                  | 作曲、編曲、和聲                            |
| 2010 | 《美麗的力量》           | 林志玲                 | 作曲、編曲、鼓                              |
| 2010 | 《沒關係》               | 吳克羣                 | 編曲                                        |
| 2011 | 《美麗的力量》           | 宋念宇                 | 作詞、作曲、編曲、和聲、和聲編寫、鼓        |
| 2012 | 《一直都愛著你》         | 宋念宇                 | 作詞、作曲、編曲、和聲、和聲編寫、鼓        |
| 2012 | 《這個女孩》             | 宋念宇                 | 作詞、作曲、編曲、和聲、和聲編寫、鼓        |
| 2012 | 《遇上了妳》             | 宋念宇                 | 作詞、作曲、編曲、和聲、和聲編寫、鼓        |
| 2012 | 《我們說好了》           | 宋念宇                 | 作詞、作曲、編曲、和聲、和聲編寫            |
| 2012 | 《最後只能說再見》       | 宋念宇                 | 作詞、作曲、編曲、和聲、和聲編寫            |
| 2012 | 《Every Time You Smile》 | 宋念宇                 | 作詞、作曲、編曲、和聲、和聲編寫            |
| 2012 | 《過渡期》               | 宋念宇                 | 作詞、作曲、編曲、和聲、和聲編寫            |
| 2012 | 《一個光年的距離》       | 宋念宇                 | 作詞、作曲、編曲、和聲、和聲編寫            |
| 2012 | 《Let's Go》             | 4ever                  | 作曲、編曲、製作、和聲、和聲編寫            |
| 2012 | 《找你的地圖》           | 4ever                  | 作曲、編曲、製作、和聲、和聲編寫            |
| 2012 | 《給自己的信》           | 信                     | 作曲、編曲、製作、和聲、和聲編寫            |
| 2012 | 《兄弟我說》             | 蕭敬騰                 | 作曲                                        |
| 2012 | 《Woman in Love》        | A-Lin                  | 作曲、編曲、製作、和聲、和聲編寫            |
| 2012 | 《920》                  | A-Lin、宋念宇          | 作曲、編曲、製作、和聲、和聲編寫            |
| 2013 | 《妳的小說》             | 許慧欣                 | 作曲、編曲、製作、和聲、和聲編寫            |
| 2014 | 《都對也都錯》           | 張惠妹                 | 作曲                                        |
| 2014 | 《愛呢》                 | 王心凌                 | 作曲                                        |
| 2014 | 《All In》               | A-Lin                  | 作曲、編曲、製作、和聲、和聲編寫            |
| 2015 | 《前面路口停》           | 鄧福如、宋念宇         | 作曲、編曲、製作、和聲、和聲編寫            |
| 2015 | 《非溫室花朵》           | Riin                   | 作曲                                        |
| 2015 | 《你傻的》               | 吳莫愁                 | 作詞、作曲、編曲、和聲、和聲編寫            |
| 2015 | 《You Found Me》         | 謝震廷                 | 配唱製作                                    |
| 2015 | 《很想很想你》           | 謝震廷                 | 和聲編寫                                    |
| 2016 | 《虛構》                 | 陳冰                   | 作曲、編曲、製作                            |
| 2016 | 《當一個天使的憂愁》     | Erika、宋念宇          | 作曲                                        |
| 2018 | 《反派情人》             | 李佳薇                 | 作曲、和聲                                  |
| 2018 | 《敢愛就來》             | Erika                  | 作曲、編曲、和聲                            |
| 2018 | 《灰燼》                 | 呂薔                   | 作曲                                        |
| 2018 | 《如果我沒有傷口》       | 蔡依林                 | 作曲、編曲、和聲                            |
| 2019 | 《不就範》               | 許莉潔                 | 作曲                                        |
| 2019 | 《上了癮》               | 信                     | 作詞、作曲、編曲、製作、和聲                |
| 2019 | 《是非之地》             | 楊乃文                 | 作曲、編曲                                  |
| 2019 | 《謎》                   | 鄧典                   | 作曲、編曲、製作、和聲                      |
| 2020 | 《倒流》                 | 蔡依林                 | 作曲                                        |
|      | 《臉》                   | 宋念宇                 | 作曲 演唱                                   |
| 2021 | 《天狼星》               | 宋念宇                 | 演唱                                        |
| 2024 | 《我愛，我在》           | 宋念宇                 | 作曲、編曲、製作、和聲、和聲編寫、鼓        |
| 2025 | 《我愛的歌》             | 家家                   | 作曲                                        |

## 綜藝節目
| 年份 | 名稱           | 附註       |
| ---- | -------------- | ---------- |
| 2015 | 《星光大道》   | 評審       |
| 2018 | 《聲林之王》   | 教唱導師   |
| 2019 | 《這就是原創》 | 參賽者     |
| 2019 | 《聲林之王2》  | 教唱導師   |
| 2021 | 《聲林之王3》  | 教唱導師   |
| 2022 | 《為你唱情歌》 | 音樂製作人 |
| 未定 | 《登月計畫》   | 評審       |

## 獎項紀錄
| 年份   | 屆次                        | 專輯               | 獎項               | 入圍               | 結果 |
| ------ | --------------------------- | ------------------ | ------------------ | ------------------ | ---- |
| 2008年 | 第11屆中華音樂人交流協會    | 《小宇同學就是我》 | 年度十大專輯       | 《小宇同學就是我》 | 獲獎 |
| 2013年 | 第15屆中華音樂人交流協會    | 《再一次》         | 年度十大專輯       | 《再一次》         | 獲獎 |
| 2013年 | 新城國語力頒獎禮            | 《再一次》         | 新人王             | 《再一次》         | 獲獎 |
| 2013年 | 新城國語力頒獎禮            | 《再一次》         | 年度金曲           | 〈一個光年的距離〉 | 獲獎 |
| 2013年 | 第24屆金曲獎                | 《再一次》         | 最佳國語男歌手獎   | 《再一次》         | 提名 |
| 2017年 | 第8屆金音創作獎             | 《同在》           | 最佳創作歌手獎     | 《同在》           | 提名 |
| 2017年 | 第8屆金音創作獎             | 《同在》           | 最佳電音單曲獎     | 〈同在〉           | 提名 |
| 2018年 | 2018 Hito流行音樂獎         | 《同在》           | Hito編曲人         | 〈慣性取暖〉       | 獲獎 |
| 2018年 | 2018 Hito流行音樂獎         | 《同在》           | Hito創作歌手       | 《同在》           | 獲獎 |
| 2018年 | 第11屆 Fresh Music Awards   | 《同在》           | 年度10大專輯       | 《同在》           | 獲獎 |
| 2018年 | 第11屆 Fresh Music Awards   | 《同在》           | 最佳男演唱人       | 《同在》           | 獲獎 |
| 2018年 | 第11屆 Fresh Music Awards   | 《同在》           | 年度10大單曲       | 〈慣性取暖〉       | 獲獎 |
| 2018年 | 第21屆中華音樂人交流協會    | 《同在》           | 年度十大專輯       | 《同在》           | 獲獎 |
| 2018年 | 第29屆金曲獎                | 《同在》           | 最佳編曲人獎       | 黃少雍〈同在〉     | 提名 |
| 2018年 | 第29屆金曲獎                | 《同在》           | 最佳國語男歌手獎   | 《同在》           | 提名 |
| 2020年 | 第31屆金曲獎                | 《默念你》         | 最佳單曲製作人獎   | 〈默念你〉         | 提名 |
| 2022年 | 2022 Hito流行音樂獎         | 《無視》           | Hit FM 最愛歌手    | 《無視》           | 獲獎 |
| 2022年 | 2022 Hito流行音樂獎         | 《無視》           | Hito編曲人         | 〈怎麼忘記了你〉   | 獲獎 |
| 2022年 | 第15屆 Fresh Music Awards   | 《無視》           | 年度10大專輯       | 《無視》           | 獲獎 |
| 2022年 | 第15屆 Fresh Music Awards   | 《無視》           | 最佳男演唱人       | 《無視》           | 獲獎 |
| 2022年 | 第15屆 Fresh Music Awards   | 《無視》           | 年度大躍進         | 《無視》           | 提名 |
| 2022年 | 第15屆 Fresh Music Awards   | 《無視》           | 年度10大單曲       | 〈等妳想起我〉     | 獲獎 |
| 2022年 | 第33屆金曲獎                | 《無視》           | 最佳作曲人獎       | 〈等妳想起我〉     | 提名 |
| 2023年 | 第8屆 LAVENDER MUSIC AWARDS | 《無視》           | 最佳男歌手獎       | 《無視》           | 提名 |
| 2023年 | 第18屆KKBOX音樂風雲榜       |                    | 年度百大風雲歌手獎 | 〈破碎的完整〉     | 獲獎 |
| 2023年 | 2023 Hito流行音樂獎         | 最受歡迎數位單曲   | 提名               | 〈破碎的完整〉     |      |

## 廣告代言
- 2009年，與郭靜一起擔任美國棉代言人並演唱主題曲《愛上》
- 2009年，擔任臺北國際花博歌曲創作大賽「花聲什麼事？」代言人
- 2010年，演唱第32屆威廉·瓊斯盃國際籃球邀請賽主題曲《I Love Jones Cup》
- 2010年，演唱中華民國經濟部新願景主題曲《2020你在哪裡》並參與拍攝網路短片
- 2011年，演唱2010年臺北國際花卉博覽會主題曲《美麗的力量》

## 外部連結
- 小宇的Facebook專頁
- 小宇的Instagram帳戶
- 小宇的新浪微博
- YouTube上的小宇頻道